# Marquesado de Santa Cruz de Rivadulla
El marquesado de Santa Cruz de Ribadulla, con el vizcondado previo de San Julián de Piñeiro, es un título nobiliario español concedido el 8 de marzo de 1683 por el rey Carlos II, a favor de Andrés Ibáñez de Mondragón y Ozores de Sotomayor, Regidor Perpetuo de Santiago de Compostela.

## Historia de los marqueses de Santa Cruz de Rivadulla
| #    | Titular                                          | Periodo             |
| ---- | ------------------------------------------------ | ------------------- |
| I    | Andrés Ibáñez de Mondragón y Ozores de Sotomayor | 1683-1709           |
| II   | Ignacio Antonio Armada y Salgado                 | ?-1773              |
| III  | Juan Ignacio de Armada y Mondragón               | 1773-1787           |
| IV   | Juan Ignacio Armada Mondragón y Caamaño          | 1787-1824           |
| V    | Juan Antonio Armada Mondragón y Guerra           | 1824-1871           |
| VI   | Álvaro José Armada y Valdés Ibáñez de Mondragón  | 1871-1871           |
| VII  | Iván de Armada y Fernández de Córdoba            | 1871-1899           |
| VIII | Álvaro Armada y Fernández de Córdoba             | 1899-1903           |
| IX   | Luis Gonzaga Armada y de los Ríos-Enríquez       | 1903-1973           |
| X    | Alfonso Armada y Comyn                           | 1975-2013           |
| XI   | Juan Armada y Díez de Rivera                     | 2015-actual titular |

- Andrés Ibáñez de Mondragón y Lamas (1645-1709), I marqués de santa Cruz de Rivadulla.

Le sucedió:
- Ignacio Antonio Armada y Salgado (n. en 1690), II marqués de Santa Cruz de Rivadulla

1. Casó con Ana Ignacia García de Castro.

Le sucedió su hijo:
- Juan Ignacio Armada Mondragón  (1722-1787), III marqués de Santa Cruz de Rivadulla.

1. Casó con María Ana Caamaño Mondragón y Sotomayor.

Le sucedió su hijo:
- Juan Ignacio de Armada y Mondragón Caamaño (1757-1824), IV marqués de Santa Cruz de Rivadulla.

1. Casó con Petra Guerra y García de Briones.

Le sucedió su hijo:
- Juan Antonio de Armada Mondragón y Guerra (1796-1871), V marqués de Santa Cruz de Rivadulla.

1. Casó con María del Rosario Valdés y Ramírez de Jove, X condesa de Canalejas.

Le sucedió su hijo:
- Álvaro José de Armada y Valdés-Ibáñez de Monfragón Ramírez y Jove (1817-1889), VI marqués de Santa Cruz de Rivadulla, V Marqués de San Esteban de Natahoyo, XI conde de Canalejas, XVI Adelantado Mayor de la Florida, caballero de la Montesa y de Carlos III, Coronel de Infantería, varias veces Diputado y senador del Reino.

1. Casó con María Manuela de la Paciencia Fernández de Córdoba y de Güemes (1822-1871), V condesa de Revilla Gigedo, V  marquesa de Canillejas, III condesa de Güemes, grande de España, dama de la reina y de la Banda de María Luisa.

Le sucedió su hijo:
- Iván Armada y Fernández de Córdoba (1843-1899), VII marqués de Santa Cruz de Rivadulla.

Le sucedió su hermano:
- Álvaro Armada y Fernández de Córdoba (1845-1907), VIII marqués de Santa Cruz de Rivadulla, VI conde de Revilla Gigedo, VI marqués de San Esteban de Natahoyo]], IV conde de Güemes, grande de España y XVII adelantado mayor de la Florida.

1. Casó con María del Carmen-Rafaela de los Ríos-Enríquez y Miranda de Grado.

Le sucedió su hijo:
- Luis Gonzaga Armada de los Ríos Enríquez (1889-1973), IX marqués de Santa Cruz de Rivadulla.

1. Casó con María del Rosario Comyn y Allendesalazar.

Le sucedió su hijo:
- Alfonso Armada y Comyn (1920-2013), X marqués de Santa Cruz de Rivadulla.

1. Casó con Francisca Díez de Rivera y Guillamas.

Le sucuedió su hijo:
- Juan Armada y Díez de Rivera (n. 1945), XI marqués de Santa Cruz de Rivadulla.[2]